# 拉德斯平納山
71°29′S 164°33′E / 71.483°S 164.550°E
拉德斯平納山（英語：Mount Radspinner），是南極洲的山峰，位於維多利亞地的彭內爾海岸，處於弗里德山和銅斑嶺以東，屬於鮑爾斯山脈的一部分，海拔高度1,785米，現時由南極條約體系管理。